# Carl Junction
Carl Junction è un comune degli Stati Uniti d'America, situato nello Stato del Missouri, nella contea di Jasper.